# Łętkowice-Kolonia
Łętkowice-Kolonia – wieś w Polsce położona w województwie małopolskim, w powiecie proszowickim, w gminie Radziemice.
| SIMC    | Nazwa   | Rodzaj    |
| ------- | ------- | --------- |
| 0333470 | Góra    | część wsi |
| 0333486 | Środek  | część wsi |
| 0333492 | Zagórze | część wsi |

W latach 1975–1998 miejscowość administracyjnie należała do województwa krakowskiego.